# Live at the Rotterdam Ahoy
Albums de Deep Purple
Live At The Royal Albert Hall
(2000) Bananas
(2003)
Live at the Rotterdam Ahoy est un album live du groupe de rock britannique Deep Purple enregistré le 30 octobre 2000 pendant le Concerto Tour et sorti en 2001.
Le groupe est accompagné du Romanian Philharmonic Orchestra ainsi que de nombreux autres artistes, dont Ronnie James Dio. Les trois mouvements du Concerto for Group and Orchestra ont bien été interprétés mais ne sont pas présents sur l'album pour des raisons de droits.

## Titres

### Disque 1
1. Introduction - 2:06
  - Par Jon Lord
2. Pictured Within (Lord) — 9:26
  - Interprété par Jon Lord, Miller Anderson et le Romanian Philharmonic Orchestra
3. Sitting in a Dream (Glover) — 4:18
  - Interprété par Roger Glover, Ronnie James Dio et le Romanian Philharmonic Orchestra
4. Love Is All (Glover, Hardin) — 4:16
  - Interprété par Roger Glover, Ronnie James Dio et le Romanian Philharmonic Orchestra
5. Fever Dreams (Dio) - 4:23
  - Interprété par Deep Purple et Ronnie James Dio
6. Rainbow in the Dark (Dio, Appice, Bain, Campbell) - 4:49
  - Interprété par Deep Purple et Ronnie James Dio
7. Wring That Neck (Blackmore, Lord, Paice, Simper) — 6:01
  - Instrumental, interprété par Ian Paice, Jon Lord et The Kick Horns
8. Fools (Blackmore, Gillan, Glover, Lord, Paice) - 10:04
9. When a Blind Man Cries (Blackmore, Gillan, Glover, Lord, Paice) - 7:43
10. Vavoom: Ted the Mechanic (Gillan, Glover, Lord, Morse, Paice) - 5:13
11. The Well-Dressed Guitar (Morse) - 3:31

### Disque 2
1. Pictures of Home (Blackmore, Gillan, Glover, Lord, Paice) - 10:11
2. Sometimes I Feel Like Screaming (Gillan, Glover, Lord, Morse, Paice) - 7:26
3. Perfect Strangers (Blackmore, Gillan, Glover) - 7:37
4. Smoke on the Water (Blackmore, Gillan, Glover, Lord, Paice) - 10:20
  - Interprété par Deep Purple, Ronnie James Dio et le Romanian Philharmonic Orchestra
  - Le morceau est introduit par un medley  à la guitare par Steve Morse
5. Black Night (Blackmore, Gillan, Glover, Lord, Paice) - 6:27
6. Highway Star (Blackmore, Gillan, Glover, Lord, Paice - 7:18

## Musiciens
- Ian Gillan : chants
- Steve Morse : guitare
- Jon Lord : claviers
- Roger Glover : basse
- Ian Paice : batterie

### Musiciens additionnels
- Ronnie James Dio : chant (Sitting In A Dream, Love Is All, Fever Dreams, Rainbow In The Dark, Smoke On The Water)
- Miller Anderson : chant (Pictured Within)
- The Backstreet Dolls : chœurs
- The Rip Horns : section cuivres
- The Romanian Philharmonic Orchestra dirigé par Paul Mann